# ヘンドリック・ブルーマールト
ヘンドリック・ブルーマールト（Hendrick Abrahamsz. Bloemaert、1601年か1602年生まれ、1672年12月30日に埋葬）はオランダの画家である。肖像画や聖書、神話に題材を取った絵画を描いた。

## 略歴
ユトレヒトに生まれた。父親は有名な画家の、アブラハム・ブルーマールト(1566-1651)で3人の弟、コルネリス(Cornelis Bloemaert II: 1603-1692)とアドリアーン(Adriaan Bloemaert: c.1609-1666)、フレデリク(Frederik Bloemaert: c.1614-1690)も画家や版画家になった。父親から絵を学び、その後イタリアに修行に出て1627年にはイタリアに滞在していたと言われている。ユトレヒトの戻り、1631年にユトレヒトの聖ルカ組合に加入し、法律家の娘と結婚した。その後はユトレヒトで生涯を過ごした。
歴史画や肖像画を描いて人気のある画家になった。父親や当時のユトレヒトの画家たちのスタイルと同じく、17世紀初頭に人気のあったイタリアのカラヴァッジオのスタイルに影響を受けたユトレヒト・カラヴァッジョ派 (Utrecht Caravaggism) として出発し、古典主義のスタイルに移っていった。
画家としての活動のほかに、イタリアの劇作家、ジョヴァンニ・バッティスタ・グァリーニ(1538-1612)の戯曲を翻訳して1650年に出版した。同時代のオランダの詩人、ヨースト・ファン・デン・フォンデルから詩「 Op den Getrouwen Herder van Hendrick Bloemaert, Doorluchtige Schilder en Poëet 」という詩を捧げられている。

## 作品

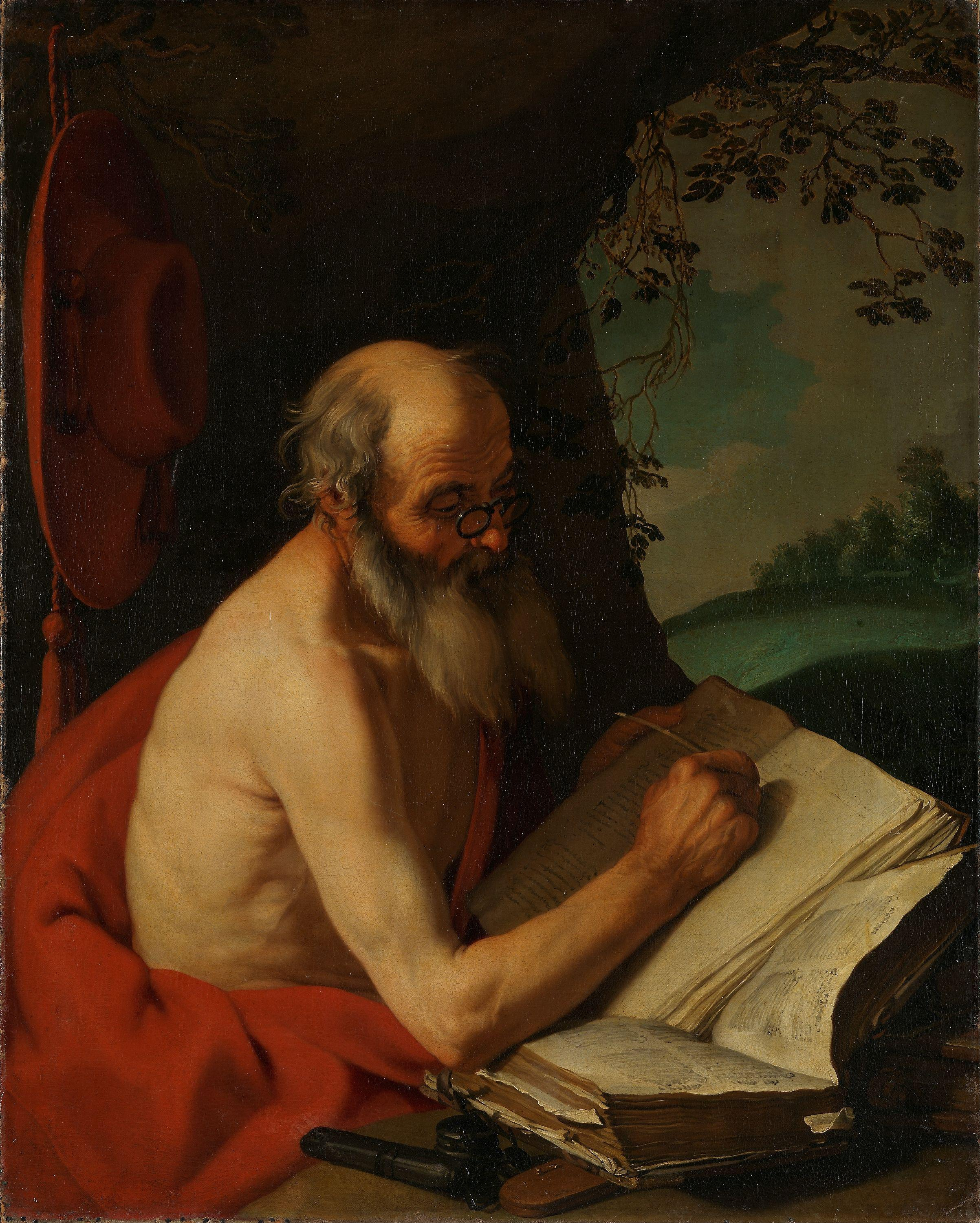
ヒエロニムス (c.1630) オスロ国立美術館蔵
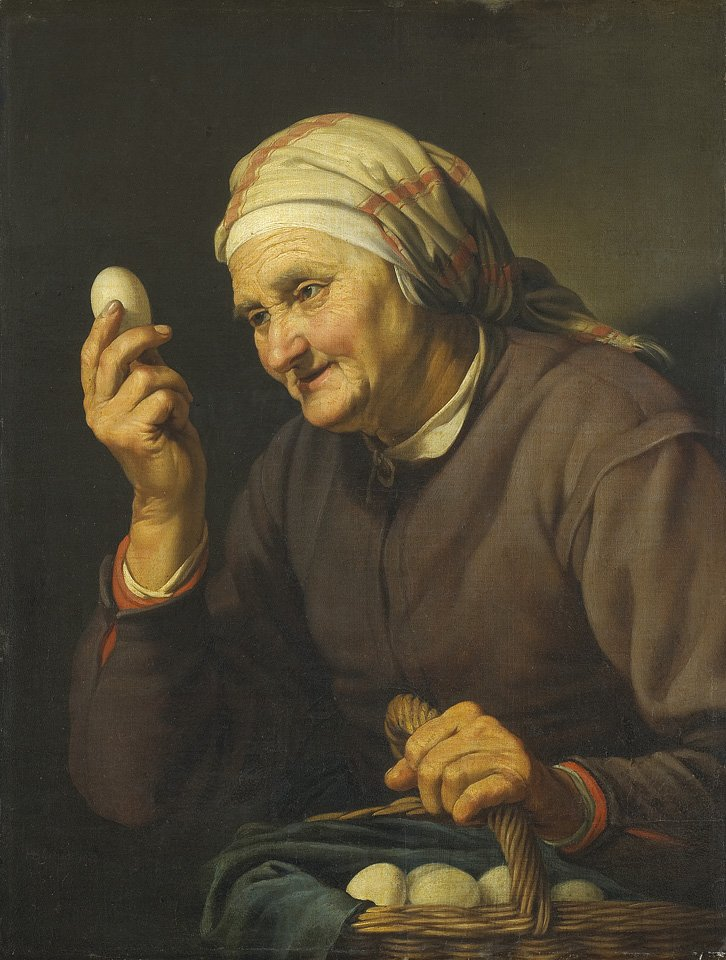
卵を透かして見る老女 (1632)、 アムステルダム国立美術館蔵
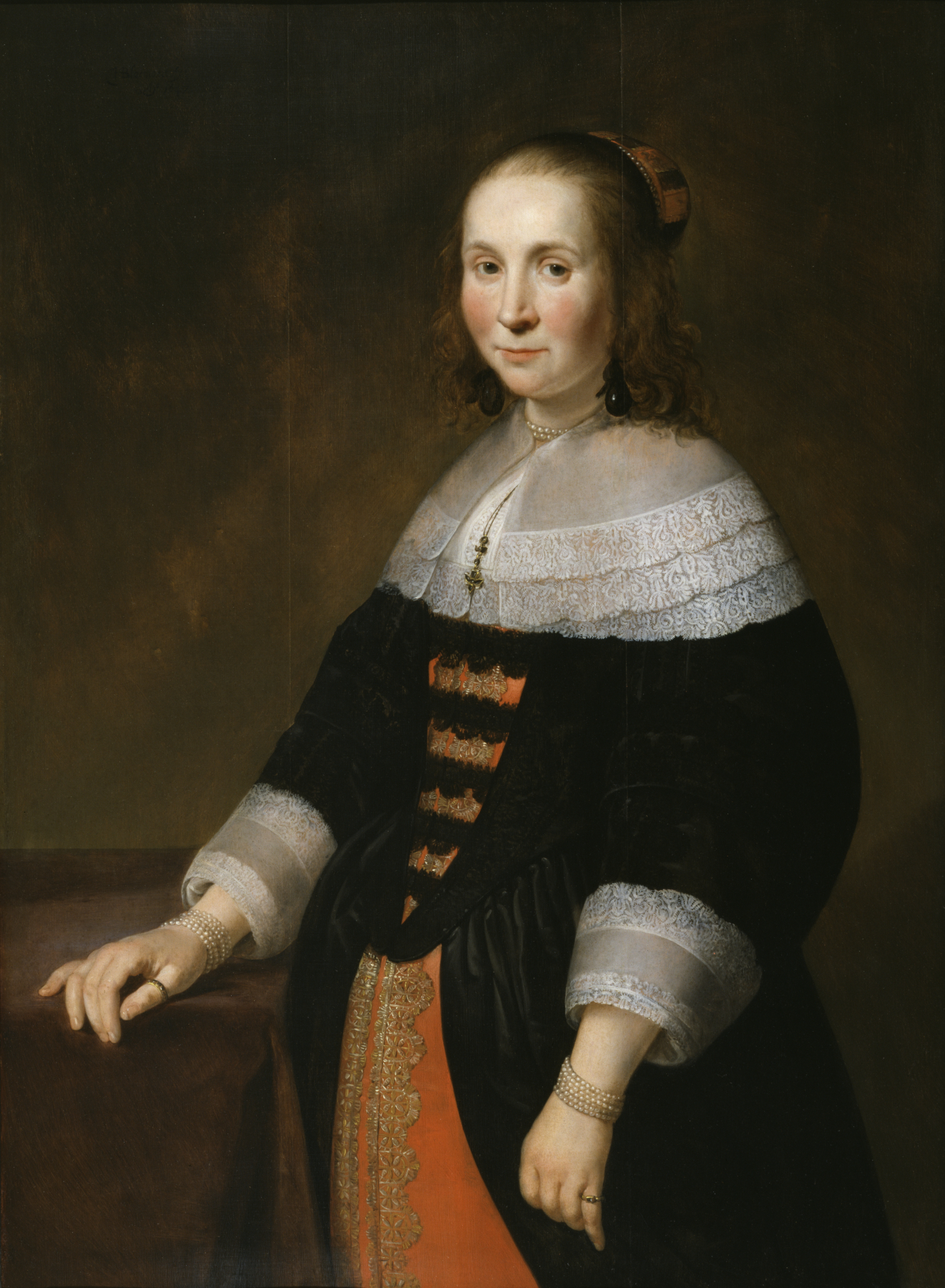
肖像画(1647)、 ウォルターズ美術館蔵
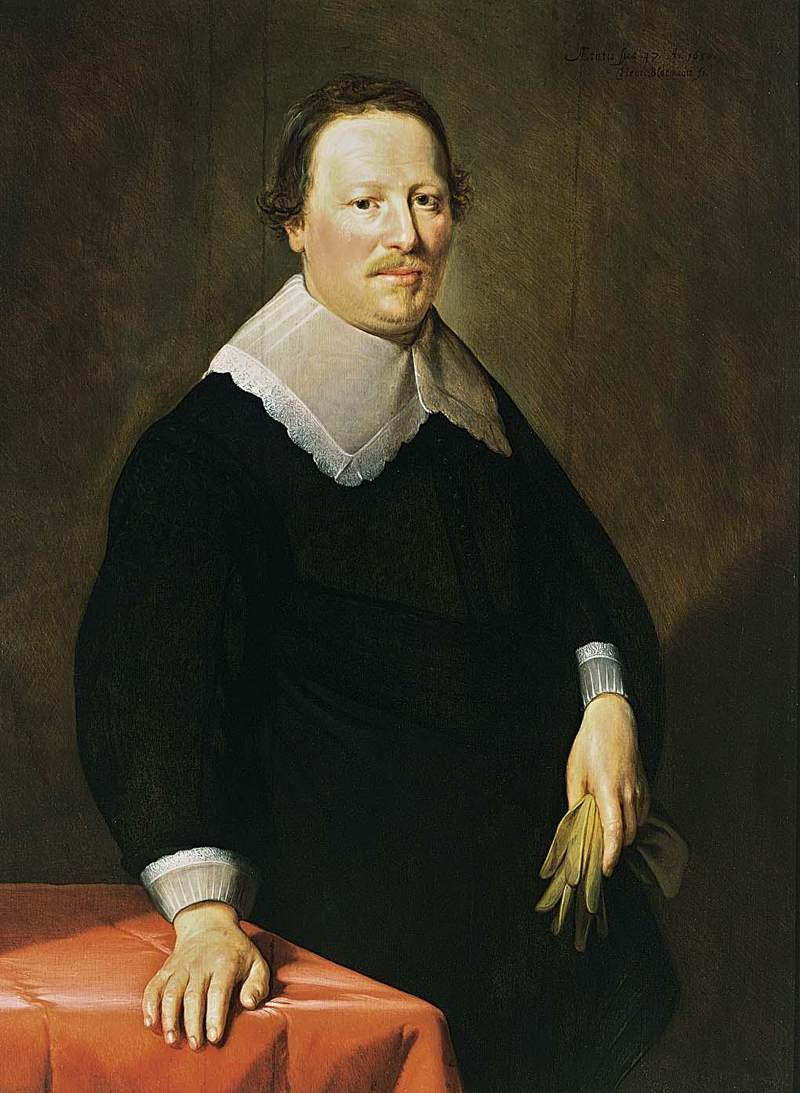
肖像画(1650)、個人蔵